# Norsepower
Norsepower is een Fins bedrijf, opgericht in 2012, dat zich specialiseert in het reduceren van de milieu-impact door de scheepvaart. Het bedrijf produceert wind-aangedreven secundaire voortstuwingsmethoden. Deze voortstuwingsmethoden zijn vooral gebaseerd op het principe achter Flettner-rotors. 
Norsepower heeft verscheidene prijzen gekregen voor hun rotorsysteem, waaronder de Innovation of the Year Award van de Electric & Hybrid Marine Awards in 2016.
Het rotorsysteem van Norsepower wordt onder meer gebruikt door cruiseferry MS Viking Grace van Viking Line.

## Rotor sails

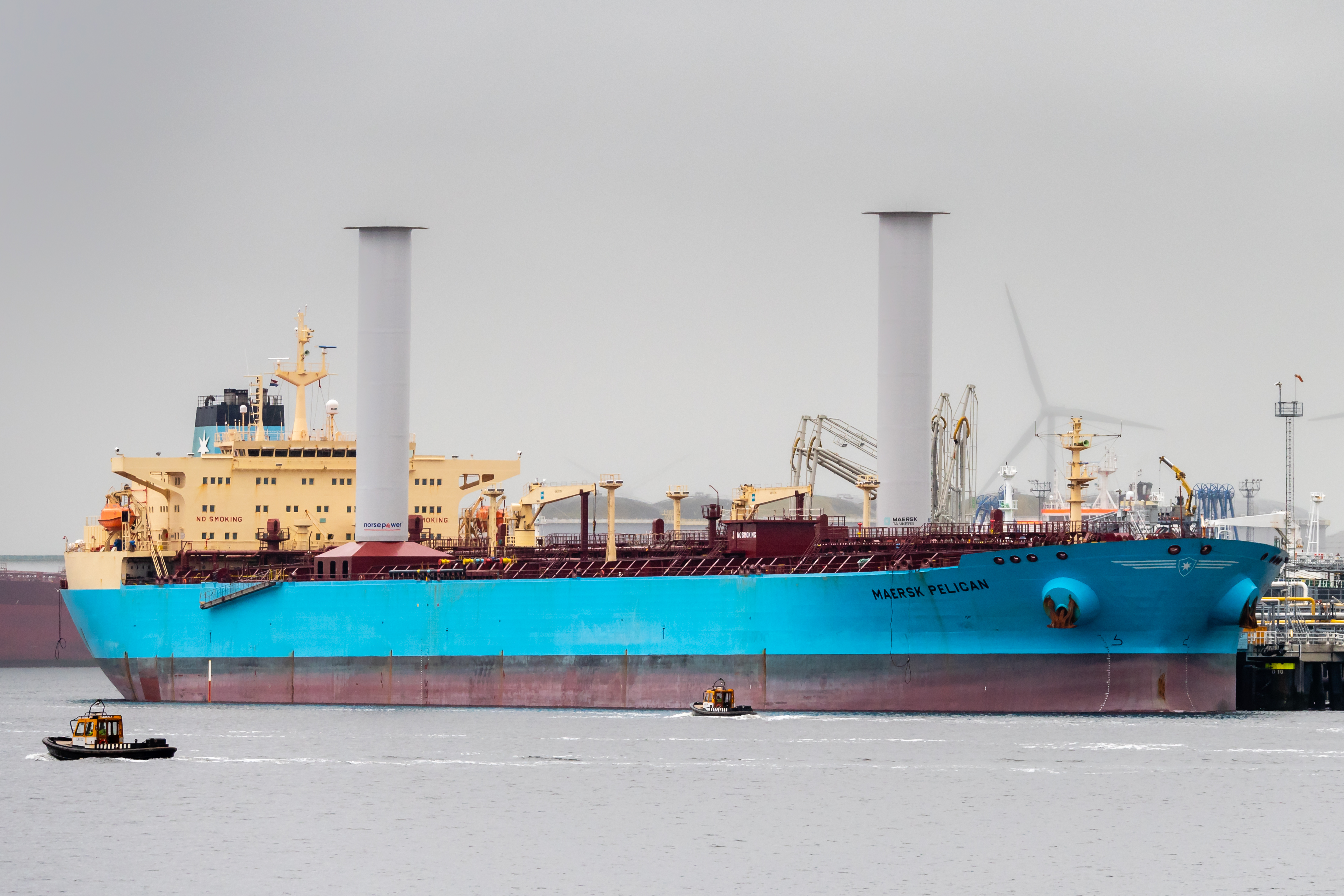
Norsepower rotor sails

### Principe
De rotor sails van Norsepower baseren zich op het magnuseffect, waarbij ronddraaiende cilinders ervoor zorgen dat de luchtstroom langs een kant van de cilinder versnelt en langs de andere kant vertraagt, dat uiteindelijk resulteert in een hefkracht loodrecht op de luchtstroom. Deze cilinders worden op het dek geplaatst en gedraaid rond hun verticale as. Het originele idee van het gebruik van een rotor sail kwam van de Finse ingenieur Sigurd Sivonius, en later gedemonstreerd door Anton Flettner in 1926. Er wordt dan ook weleens verwezen naar een rotor sail als een Flettner Rotor, hoewel de rotor sails van Norsepower gebruik maken van lichtere materialen, zoals koolstof. Het optimale aantal rotor sails van Norsepower wordt mede bepaald door de grootte, snelheid en profiel van het schip.

### Aspecten
De rotor sails kunnen gebruikt worden op de meeste types schepen, vooral tankers, bulk carriers, cruiseschepen en RoRo- en Ropax-schepen.
- Het principe achter de rotor sails is automatisch, de crew aan boord kan het monitoren vanuit de brug
- Het is een duurzaam en veilig principe
- Rotor sails kunnen leiden tot een reductie in brandstofkosten en {\displaystyle {\ce {CO2}}}-uitstoot van 5 tot 20%
- Een algemeen systeem (NorseControl) optimaliseert de werking van de rotor sails automatisch
- Rotor sails kunnen zowel tijdens de bouw van het schip als achteraf geplaatst worden

Een nadeel van het idee achter rotor sails, is dat ze pas effectief bijdragen aan de snelheid van het schip vanaf de wind een bepaalde hoek maakt met het schip. Deze hoek wordt geschat op 20°.